# Sigi-Löw-Gedächtnisexpedition zum Nanga Parbat

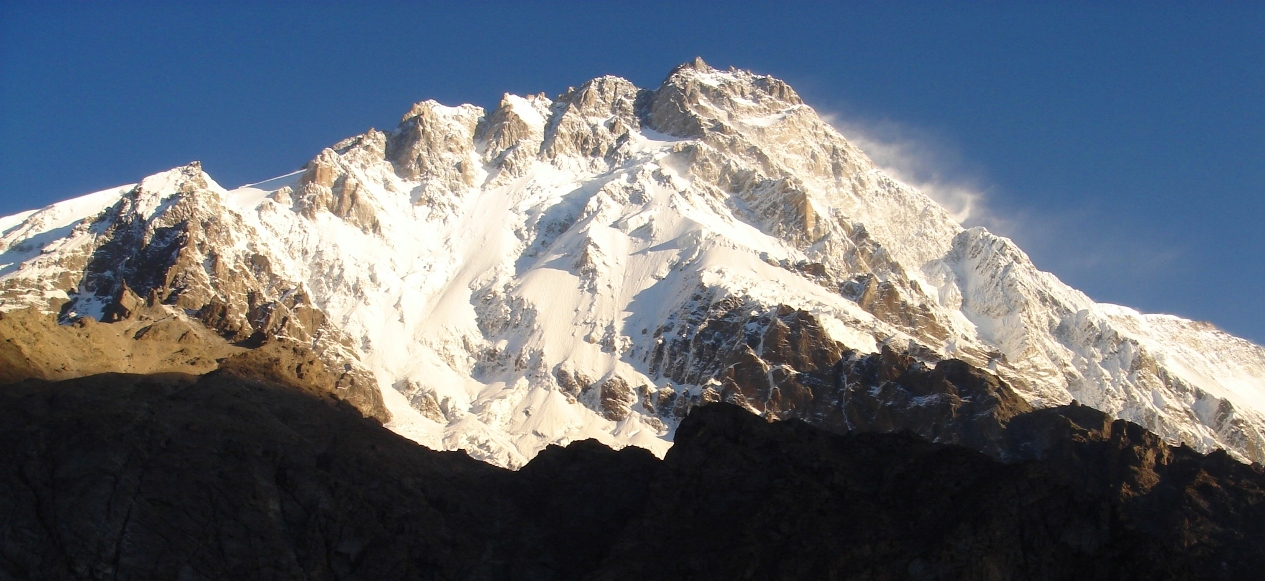
Die Rupalflanke des Nanga Parbat von Südwesten. Links vom höchsten sichtbaren Punkt die im Schatten liegende Merklrinne

Die Sigi-Löw-Gedächtnisexpedition zum Nanga Parbat im Jahr 1970 hatte das Ziel, den Achttausender Nanga Parbat (8125 m) erstmals über seine 4500 Meter hohe Südwand, die sogenannte Rupalwand, zu besteigen. Sie wurde vom Deutschen Institut für Auslandsforschung unter dem Vorsitzenden Karl Maria Herrligkoffer organisiert und geleitet und trug ihren Namen zu Ehren Sigi Löws, der 1962 in der Diamirflanke am Nanga Parbat ums Leben gekommen war.
Vier Bergsteigern gelang es, die gesamte Wand zu durchsteigen und den Gipfel zu erreichen: Reinhold und Günther Messner am 27. Juni 1970, Felix Kuen und Peter Scholz am Tag darauf. Abgesehen von den außergewöhnlichen alpinistischen Leistungen der Teilnehmer wurde die Expedition vor allem aufgrund des Todes von Günther Messner und den damit zusammenhängenden, bis heute andauernden Auseinandersetzungen bekannt. Reinhold Messner war mit seinem Bruder noch gemeinsam am Gipfel gewesen; danach stiegen sie – ob spontan aus einer Notlage heraus oder geplant ist umstritten – über die Diamirwand auf der anderen Seite des Berges ab. Ob und wie weit die Brüder gemeinsam abstiegen und unter welchen Umständen Günther ums Leben kam, ist seit 1970 Gegenstand mehrerer Gerichtsprozesse, Buchveröffentlichungen und zahlreicher Diskussionen.

## Vorgeschichte

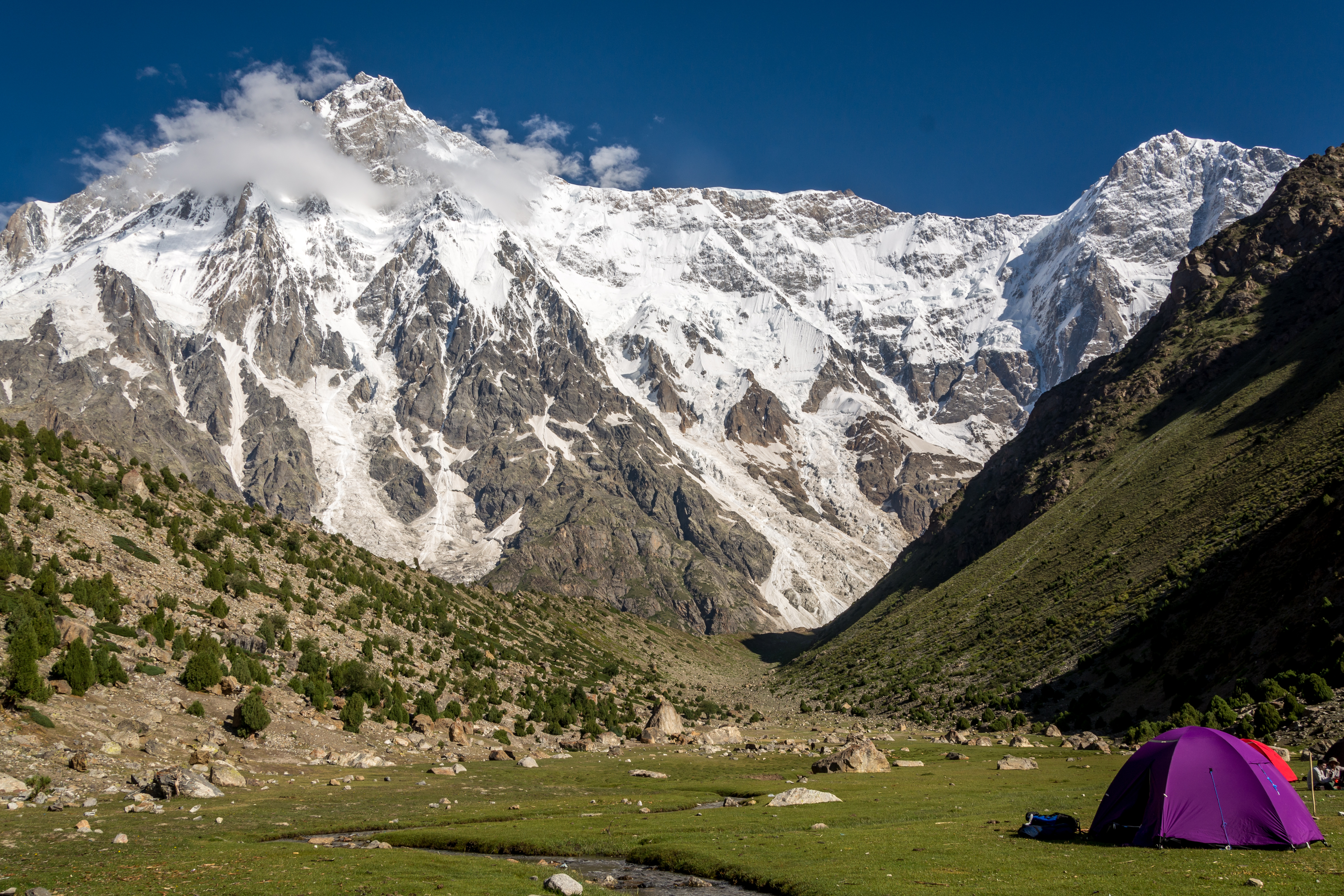
Basislagerstätte unter der Rupalwand (2014)

Die Rupalwand stellte in den 1960er Jahren, als alle Achttausender bestiegen waren, als höchste Wand der Erde eine besondere, neue Herausforderung im Höhenbergsteigen dar. Bereits 1963 organisierte Karl Maria Herrligkoffer eine Erkundungsexpedition zur bis dahin unbekannten Rupalflanke des Nanga Parbat; die Direttissima durch die Rupalwand wurde dabei als durchsteigbar erachtet. Im Winter 1964 kehrte Herrligkoffer mit einer Großexpedition zur Rupalflanke zurück, wobei die Wand aufgrund winterlicher Verhältnisse und Entzugs der Erlaubnis nur bis zur halben Höhe durchstiegen werden konnte. 1968 leitete Herrligkoffer seine dritte Expedition zur Rupalflanke, die Toni-Kinshofer-Gedächtnisexpedition, bei der eine maximale Höhe von 7100 m erreicht wurde; das schwierigste Teilstück, die Merklrinne auf 7350 m Höhe, wurde damals noch nicht betreten.
1969 bereitete Herrligkoffer dann seine vierte Expedition zur Rupalwand vor, die Sigi-Löw-Gedächtnisexpedition, die im Frühjahr 1970 stattfand.

## Teilnehmer
Einige der damals besten Bergsteiger aus Deutschland, Österreich, Südtirol und der Schweiz nahmen an der Expedition teil: Reinhold Messner, Günther Messner (der nachnominiert wurde, nachdem Peter Habeler und Joseph Mayerl abgesagt hatten), Felix Kuen, Peter Scholz, Gerhard Baur, Werner Haim, Wolf-Dietrich Bitterling, Hans Saler, Jürgen Winkler, Hermann Kühn, Gert Mändl, Elmar Raab, Günther Kroh und Peter Vogler.
Hinzu kamen Michl Anderl, der bergsteigerische Leiter und stellvertretende Expeditionsleiter, die Apothekerin Alice von Hobe und als Gast Max-Engelhardt von Kienlin.

## Verlauf der Expedition

### Beginn der Expedition
Die Expedition startete am 8. April 1970. Die Teilnehmer reisten auf unterschiedlichen Wegen an – mit dem Bus durch die Türkei oder per Flug nach Pakistan – und trafen am 26. April in Rawalpindi zusammen. Erst zwei Wochen später flogen die Expeditionsteilnehmer nach Gilgit weiter und erreichten Mitte Mai das Basislager auf der Tap-Hochweide (Tap-Alpe). In den folgenden Wochen wurden mehrere Hochlager in der Rupalwand errichtet. Reinhold und Günther Messner nutzten eine Schlechtwetterphase für eine „spontane Tour“ vom Basislager aus, bei der ihnen die Erstbesteigung des etwa 6000 m hohen Heran Peak gelang.

### Situation vor dem entscheidenden Gipfelaufstieg
Nach wochenlangen Vorarbeiten und einer längeren Schlechtwetterperiode, die alle Bergsteiger zum Abstieg ins Basislager zwang, wurde allmählich die Zeit knapp, da die Genehmigung der Expedition bald auslief. Eine Wetterbesserung eröffnete schließlich die Chance, die Hochlager am Nanga Parbat noch einmal zu beziehen und einen Gipfelaufstieg zu versuchen. Die Bergsteiger gingen zunächst gemäß dem Plan der Expeditionsleitung vor, wonach die Seilschaft Kuen/Scholz in Lager IV als erste Gipfelseilschaft vorgesehen war; die Messner-Brüder stiegen mit Gerhard Baur zum obersten, erst am 26. Juni eingerichteten Lager V auf mit dem Auftrag, die schwierige Merklrinne, die Schlüsselpassage beim Gipfelaufstieg, mit Fixseilen zu versichern, damit Kuen und Scholz bei ihrem Gipfelaufstieg am Tag darauf schneller und sicherer vorankämen. Nach einer erfolgreichen Besteigung durch Kuen und Scholz sollten bei gutem Wetter in der Folge weitere Seilschaften zum Gipfel aufsteigen. Da es im Lager V kein Funkgerät gab, vereinbarte Reinhold Messner aus Lager IV per Funk mit Karl Maria Herrligkoffer, dass die Expeditionsleitung im Basislager am Abend des 26. Juni, wenn die Messner-Brüder und Gerhard Baur in Lager V sein würden, mit Hilfe einer Signalrakete den aktuellen Wetterbericht mitteilen würde: Eine blaue Rakete bedeutete gutes Wetter – in diesem Fall sollten die Messners und Baur wie geplant die Merklrinne versichern, um Kuens und Scholz’ Gipfelaufstieg den Weg zu bereiten; eine rote Rakete bedeutete Schlechtwetter – in diesem Fall würde Reinhold Messner allein zur Erkundung in die Merklrinne aufbrechen.

### 26. Juni 1970

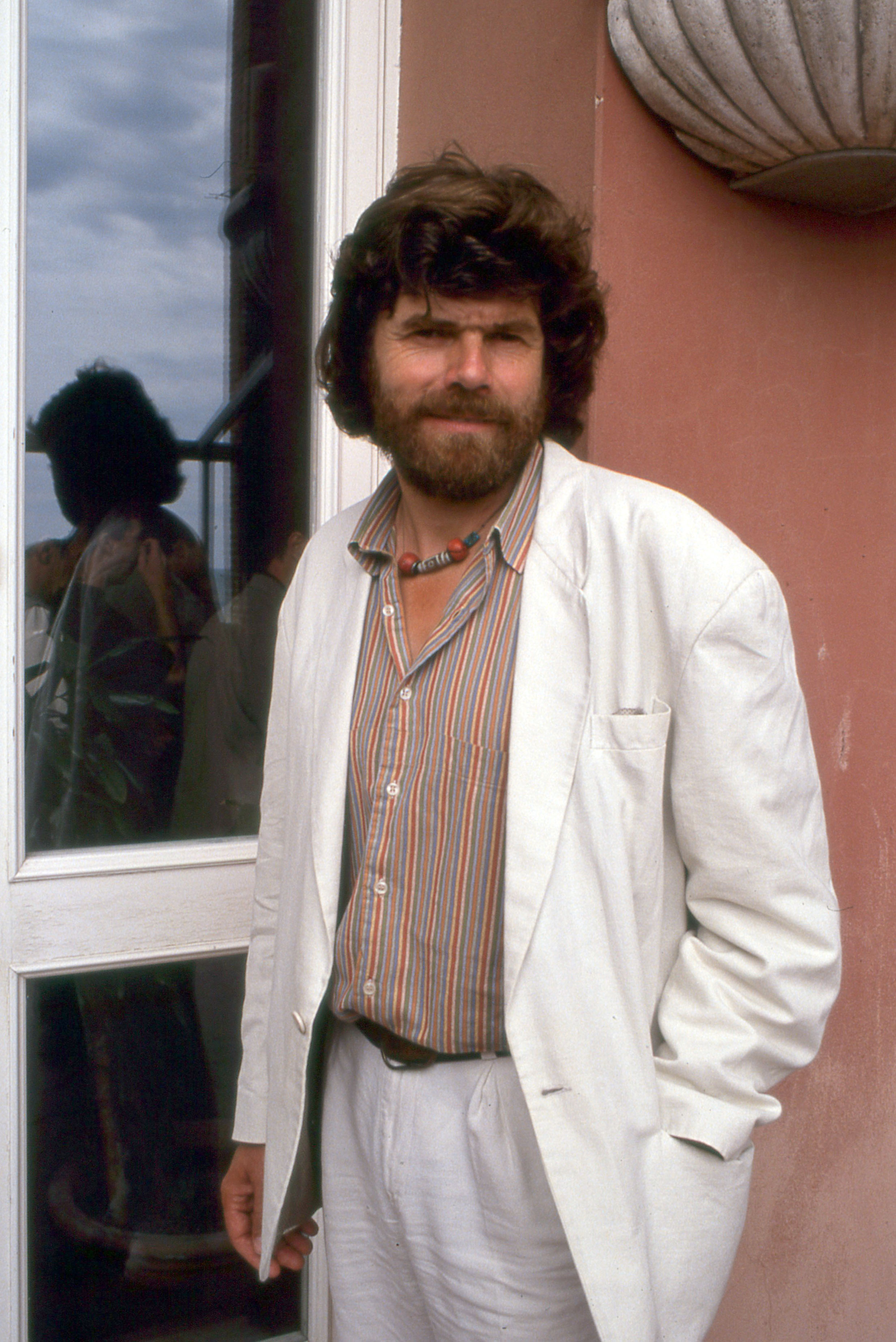
Reinhold Messner 1991

Am Abend des 26. Juni wurde trotz guten Wetterberichts fälschlicherweise eine rote Rakete abgefeuert, da offensichtlich die Banderolen vertauscht und versehentlich auch sonst keine blauen Raketen zur Hand waren, die man zur Richtigstellung hätte hinterherschießen können. Die Bergsteiger in Lager V rechneten also mit schlechtem Wetter; Reinhold Messner rüstete sich zum Alleingang. Umstritten ist, ob die Abmachung besagte, dass er im Falle einer roten Rakete nur die Merklrinne erkunden solle oder ob er – wie von ihm selbst dargestellt – einen Alleingang zum Gipfel mit anschließender Rückkehr ins Lager V wagen durfte.

### 27. Juni 1970

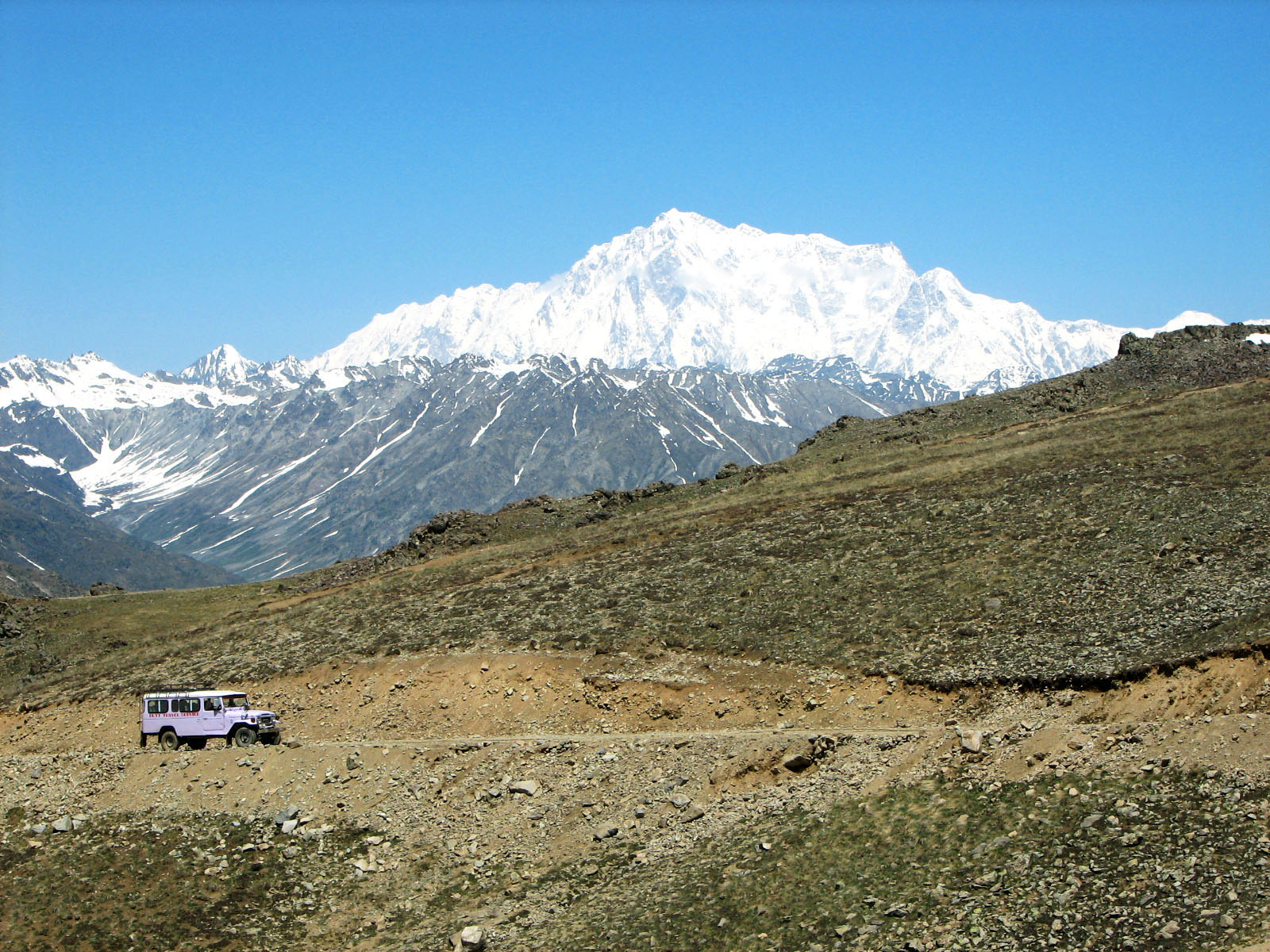
Die Rupalwand des Nanga Parbat vom Deosai-Plateau aus gesehen.

Reinhold Messner brach in der Nacht auf den 27. Juni gegen 2 oder 3 Uhr allein vom letzten Hochlager auf. Zeltgenosse Gerhard Baur hatte die akribischen Vorbereitungsmaßnahmen Messners beobachtet, die unter anderem darin bestanden, mehrlagig Kleidungsschichten anzulegen, doppelte Handschuhe, schneelösliche Vitamintabletten und eine Rettungsfolie einzupacken, deutliche Hinweise, die nahelegen, dass er den Durchstieg im Alleingang anging. Er durchkletterte die schwierige Merklrinne, querte schließlich rechts aus ihr heraus und stieg weiter in Richtung Gipfel auf. Sein Bruder Günther, der in den Morgenstunden zunächst begonnen hatte, mit Gerhard Baur den unteren Teil der Merklrinne zu versichern, fasste bald den spontanen Entschluss, Reinhold nachzusteigen und kletterte allein die Merklrinne hinauf. Dieser Entschluss war hochriskant, da er weder eine Biwakausrüstung noch genügend warme Kleidung und Nahrung mit sich führte und nicht für die Strapazen des Gipfelaufstiegs gerüstet war. Gerhard Baur stieg indes mit einer Halsentzündung zum Lager IV ab.
Beiden Messner-Brüdern gelang es, die Merklrinne auch ohne Seilsicherung zu durchklettern, wobei der sehr schnell aufsteigende Günther seinen Bruder unterwegs einholte – wo genau, ist nicht geklärt. Gemeinsam stiegen sie weiter bis zum Gipfel, den sie nach Aussage von Reinhold Messner gegen 17 Uhr erreichten. Nach etwa einer Stunde Gipfelaufenthalt begannen die Messner-Brüder mit dem Abstieg, wobei Günther nach Aussage von Reinhold bereits zu diesem Zeitpunkt erschöpft und müde wirkte. Ein – ohne Zelt, Biwaksack und Kocher lebensbedrohliches – Notbiwak war unausweichlich.
Die folgenden Geschehnisse sind nicht eindeutig geklärt: Reinhold Messner sagt, dass Günther ihn dazu gedrängt habe, nicht wieder auf der Rupalseite, also der Aufstiegsroute, zurückzugehen, da diese äußerst steil ist und die Brüder kein Seil dabei hatten. Sie seien dann aus der Not heraus auf der anderen Seite, der Diamirseite, zur Merklscharte abgestiegen, welche auf dem Kamm zwischen Rupal- und Diamirflanke am oberen Ende der beim Aufstieg durchkletterten Merklrinne liegt. Von dort, so Reinhold Messner, hofften sie, anderntags aus der Merklscharte um Hilfe zu rufen oder wieder zur Aufstiegsroute in der Rupalflanke zurückqueren zu können, was jedoch außergewöhnlich schwer und ohne Seil nicht möglich war. Reinhold Messner sagt, er habe in der Nähe der Merklscharte zusammen mit seinem Bruder biwakiert, wobei Günther höhenkrank geworden sei.
Diese Version wird jedoch von Hans Saler und Max von Kienlin in Zweifel gezogen. Saler hält es für wahrscheinlich, dass sich die Messner-Brüder schon am Gipfel oder bald nach Beginn des Abstiegs getrennt haben, damit Günther wieder in die Rupalwand zurücksteigen und von den von dort entgegenkommenden Bergsteigern – falls nötig – Hilfe erhalten konnte, während Reinhold den Nanga Parbat überschreiten und allein zur Diamirseite hin absteigen konnte. Mehrere Expeditionsteilnehmer bestätigten später, dass Reinhold Messner ihnen im Vorfeld von seiner Idee der Überschreitung erzählt hatte. Auf die Frage, warum er, anstatt auf der Diamirseite zur Merklscharte abzusteigen, nicht in Gipfelnähe auf die Hilfe der nachfolgenden Bergsteiger wartete oder diesen auf der Aufstiegsroute entgegenstieg, entgegnet Reinhold Messner, dass er aufgrund der roten Rakete vom Vorabend nach wie vor mit schlechtem Wetter gerechnet habe und davon ausgegangen sei, dass keine weiteren Bergsteiger aufsteigen würden, die Hilfe hätten leisten können.

### 28. Juni 1970

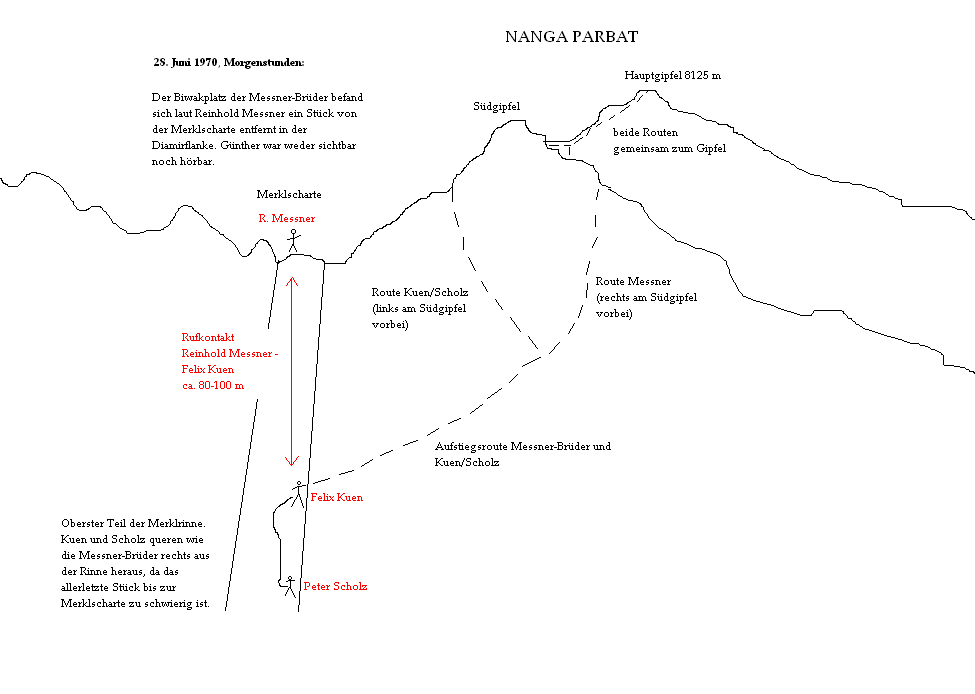
Skizze der Begegnungsszene zwischen Reinhold Messner und Felix Kuen am 28. Juni 1970

Der letzte Kontakt zu Reinhold Messner fand am Morgen des 28. Juni statt, als Felix Kuen und Peter Scholz in der Merklrinne aufstiegen, um ebenfalls den Gipfel zu erreichen, und Rufe aus der über ihnen liegenden Merklscharte hörten. Der vorauskletternde Felix Kuen erkannte Reinhold Messner in der ca. 80–100 m entfernten Scharte. Es kam zu einem Wortwechsel, in dem – teils durch Wind akustisch behindert – verschiedene Informationen ausgetauscht wurden; beispielsweise riet Reinhold Messner Felix Kuen, nach der Querung aus der Merklrinne links am Südgipfel vorbeizuklettern, anstatt rechts wie die Messner-Brüder tags zuvor; und er teilte Kuen mit, dass er über die andere Seite (die Diamirwand) absteigen werde. Von beiden Seiten verbürgt ist Kuens Frage an Messner „Ist bei euch alles in Ordnung?“, woraufhin Reinhold Messner antwortete: „Alles in Ordnung!“ Dies tat er, obwohl es seinem Bruder – so Reinhold Messner – aufgrund von Erschöpfung, Dehydration und Höhenkrankheit schlecht ging und er selbst bereits in den frühen Morgenstunden längere Zeit aus der Merklscharte um Hilfe gerufen hatte. Reinhold Messner erklärte seine Antwort, es sei alles in Ordnung, später so, dass Kuen und Scholz ihnen in dieser Situation ohnehin nicht hätten helfen können – das zwischen ihnen liegende, oberste Stück der Merklrinne war senkrecht und vermutlich unkletterbar – und dass er sie nicht zu einer Rettungsaktion verleiten wollte, bei der sie ihr eigenes Leben riskieren würden. An anderer Stelle beschreibt er die Szene so, dass er – trotz seiner Bejahung auf die Frage, ob alles in Ordnung sei – verzweifelt um Hilfe und um ein Seil gerufen habe und von Kuen missverstanden worden sei. Kuen sagte hingegen später, dass er und Peter Scholz den Messner-Brüdern selbstverständlich geholfen hätten, wenn eine Notlage erkennbar gewesen wäre. Dies wäre beispielsweise möglich gewesen, indem Kuen und Scholz, die beide gut ausgerüstet waren, zunächst weiter in Richtung Gipfel aufstiegen und an geeigneter Stelle nach links zur Merklscharte und den Messner-Brüdern abstiegen. Da Günther jedoch nicht zu sehen war und Reinhold rief, es sei alles in Ordnung, stiegen sie weiter zum Gipfel auf, den sie später auch erreichten.
Nach Reinhold Messners Darstellung befanden sich die Messner-Brüder nun in einer Falle: Durch die Merklrinne konnten sie nicht, weil sie dafür ein Seil benötigt hätten; wieder in Richtung Gipfel aufsteigen und an geeigneter Stelle zur Aufstiegsroute in die Rupalflanke queren oder ein weiteres Biwak machen und auf Hilfe warten war ebenfalls nicht möglich, da Günther zu erschöpft war. So blieb als einziger Ausweg der Abstieg durch die unbekannte und extrem lawinengefährdete Diamirwand. Reinhold Messner erklärte in seinen Büchern, dass sein Bruder nach dem Notbiwak noch am Leben war und selbstständig mit ihm absteigen konnte; Reinhold stieg voraus und fand einen Durchschlupf durch die Eisbrüche und Lawinenzonen der Diamirwand, während Günther teils mit ihm, teils hinter ihm her nachstieg. Nachdem auch dieser Tag zu Ende ging und sie – so Reinhold Messner – bereits mehrere Stunden in der Dunkelheit weiter abgestiegen waren, wurde ein zweites Biwak nötig.
Indes warteten am Nachmittag des 28. Juni Hans Saler, Werner Haim und Gert Mändl in Lager IV auf Reinhold und Günther Messner und wussten weder von einer eventuellen Notlage Günthers noch von Reinholds Entschluss, über die Diamirseite abzusteigen. Nachdem die beiden Messner-Brüder aus dem sehr wenig Platz bietenden Lager V zu ihnen abgestiegen sein würden, so der ursprüngliche Plan, wären sie ihrerseits zu Lager V aufgestiegen und hätten anderntags ebenfalls den Aufstieg zum Gipfel versucht. Erst als die Messner-Brüder nicht wie verabredet erschienen und Felix Kuen nach seiner Rückkehr vom Gipfel von der Rufverbindung zu Reinhold Messner erzählte, erfuhren die anderen Expeditionsmitglieder, dass Reinhold Messner vermutlich auf der Diamirseite abstieg; Günther wähnten sie bei ihm.

### 29. Juni 1970

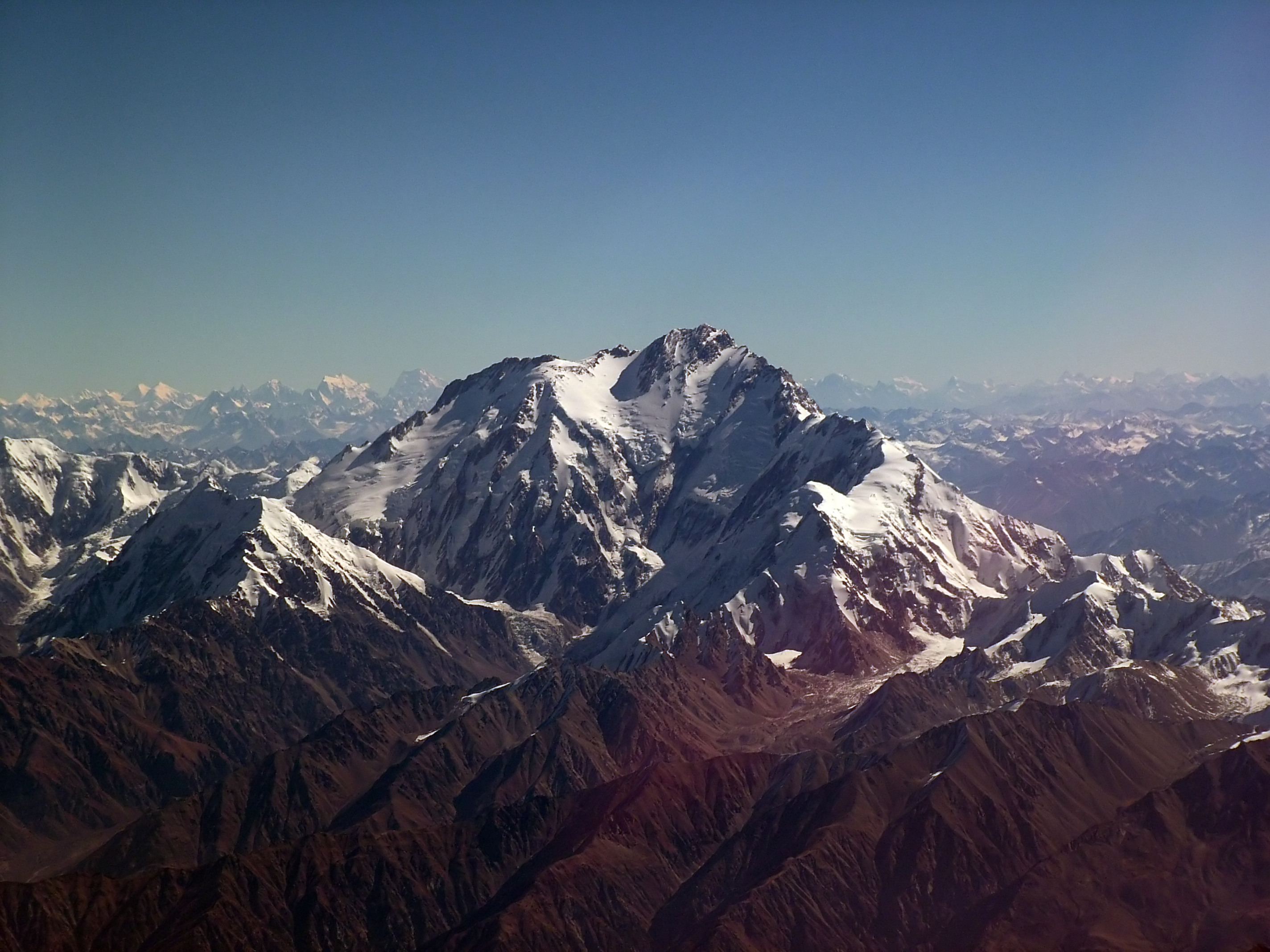
Die Diamirflanke des Nanga Parbat

Nach Reinhold Messners Darstellung überlebten er und Günther auch dieses zweite Notbiwak und stiegen anderntags weiter über den unteren Teil der Diamirwand ab. Reinhold Messner schrieb an einer Stelle, dass er durch sein ständiges Vorausgehen, um den besten Weg zu finden, mehrmals auf Hindernisse stieß, die ihn zum Wiederaufstieg zwangen; er sei so während des gesamten Abstiegs insgesamt auch 1000 Meter aufgestiegen. Kurz vor Ende der Gefahrenzone hätten sie sich dann ein weiteres Mal getrennt und verabredet, jeder für sich weiter abzusteigen und bei der ersten Quelle aufeinander zu warten. Daraufhin sei Günther nicht mehr aufgetaucht und unauffindbar geblieben. Reinhold, der zunächst seinen Bruder stundenlang suchte und sogar nochmals ein Stück aufstieg, um ihn zu finden, habe dann am Wandfuß abermals biwakiert und allmählich begriffen, dass Günther ums Leben gekommen sein musste. Reinhold Messner hält eine Lawine für eine mögliche Todesursache.
Aus alpinistischer Sicht ist der Abstieg Reinhold Messners über die Diamirflanke eine der größten bergsteigerischen Leistungen der damaligen Zeit.
Sobald die Expeditionsleitung vom Verschwinden der Messner-Brüder erfahren hatte,  schickten sie einen Boten ins nächste Dorf, um eine Suchaktion im Diamirtal zu starten. Auch wurde mit Fernrohren die gesamte Rupalflanke abgesucht, um den Messner-Brüdern, falls sie unvorhergesehenerweise doch noch darin auftauchen sollten, helfen zu können. Obwohl das Wetter weiterhin gut war und weitere Bergsteiger den Gipfel hätten erreichen können, gab Herrligkoffer den Befehl zum Abbruch der Expedition und zur Räumung der Lager, um keine weiteren Risiken einzugehen. Hans Saler stieg jedoch gemeinsam mit Gert Mändl gegen den Befehl der Expeditionsleitung noch einmal bis in die Merklrinne auf, um nach den Messner-Brüdern zu sehen.

### Weiterer Verlauf
Reinhold Messner, der selbst dem Tod nah war, seit Tagen so gut wie keine Nahrung zu sich genommen und schwere Erfrierungen davongetragen hatte, gelang es, sich ins Diamirtal hinunterzuschleppen und sich dort von Einheimischen notdürftig versorgen zu lassen. In einem strapaziösen Marsch, bei dem er unter großen Schmerzen aufgrund der Erfrierungen teils humpelte und sich teils tragen ließ, gelangte er schließlich aus dem Diamirtal hinaus und fuhr in Richtung Gilgit.
Schließlich reiste die Expeditionsmannschaft aus dem Basislager am Fuß der Rupalwand ab und fuhr ebenfalls in Richtung Gilgit, von wo aus weitere Aktionen hätten koordiniert werden können. An einer Stelle, an der die Straße aufgrund eines Erdrutsches unpassierbar war, traf sie auf den dort wartenden Reinhold Messner. Nach der Aussage mehrerer Expeditionsmitglieder waren seine ersten Worte, die er mehrmals wiederholte: „Wo ist Günther?“ Erst zu diesem Zeitpunkt erfuhren sie, dass Günther etwas zugestoßen war. Es folgte die Heimreise.

## Nachspiel der Expedition

### Auseinandersetzungen unmittelbar nach der Expedition
In der Folge kam es zu Auseinandersetzungen zwischen Reinhold Messner und dem Expeditionsleiter Karl Maria Herrligkoffer. Herrligkoffer  mutmaßte im Dezember 1970, Reinhold Messner könnte „seinen Bruder seinem bergsteigerischen Ehrgeiz geopfert“ haben. Reinhold Messner erstattete Strafanzeige gegen die Expeditionsleitung wegen unterlassener Hilfeleistung und fahrlässiger Tötung. Es kam zu mehreren Gerichtsprozessen, die zu Ungunsten Reinhold Messners endeten; Herrligkoffer wurde von allen Vorwürfen freigesprochen. Reinhold Messner veröffentlichte sein erstes Buch, Die rote Rakete am Nanga Parbat, in dem er seine Sicht der Ereignisse beschrieb. Herrligkoffer ließ das Buch erfolgreich verbieten, da er sich im Vorfeld der Expedition alle Rechte an der Berichterstattung gesichert hatte. Stattdessen veröffentlichte er ein eigenes Werk: Kampf und Sieg am Nanga Parbat. In dieser Phase kam es nicht zu öffentlichen Auseinandersetzungen zwischen Reinhold Messner und den anderen Bergsteigern der Expedition; manche von diesen unterstützten Reinhold Messner bei seinen Prozessen gegen Herrligkoffer.

„Der Tod meines Bruders belastete mich schwer. Ich hatte die Verantwortung dafür zu tragen. Er wäre nicht gestorben, wenn ich ihn nicht aufgefordert hätte, mitzukommen. […] Wenn ich nicht sein Bruder gewesen wäre, hätte er wahrscheinlich nicht versucht, mich im letzten Teil der Rupalflanke einzuholen. Auch hatte ich ihn nicht zurückgeschickt, und beim Abstieg war ich häufig vorausgegangen. So gesehen war ich verantwortlich für seinen Tod, und ich mußte mit dieser Tragödie leben.“

### Weitere Auseinandersetzungen ab 2001
Nachdem die Gerichtsprozesse der 1970er-Jahre entschieden waren, kehrte für etwa 25 Jahre Ruhe ein; eine Zeit, in der Reinhold Messner immer wieder seine Sicht der Dinge in Büchern, Interviews und Fernsehsendungen schilderte, während die Expeditionsmitglieder ihm nicht öffentlich widersprachen. 1991 starb Karl Maria Herrligkoffer. Am 4. Oktober 2001 kam es im Haus des Alpinismus auf der Praterinsel in München zu einem Eklat, als Reinhold Messner und der Alpinjournalist Horst Höfler ihre Herrligkoffer-Biographie vorstellten. Reinhold Messner sagte über Günthers Tod am Nanga Parbat: „Und ich sage heute, das war kein Herrligkoffer-Fehler, das war ein Fehler der Teilnehmer, nicht ins Diamirtal zu gehen. Einige, älter als ich, hatten ja nichts dagegen, dass die beiden Messners nicht mehr auftauchten, und das ist die Tragödie.“ Anwesende Expeditionsmitglieder von 1970 reagierten empört auf die Anschuldigungen, da bei Bekanntwerden des Verschwindens der Messner-Brüder am Nanga Parbat ein Team nach den beiden in der Rupalwand gesucht hatte.
Daraufhin veröffentlichte Hans Saler das Buch Zwischen Licht und Schatten und Max von Kienlin schrieb das Buch Die Überschreitung, worin sie Messners Darstellungen in Zweifel zogen und Hypothesen aufstellten, unter welchen Umständen Günther ums Leben gekommen sein könnte. Messner setzte mehrere Gerichtsprozesse gegen Saler und von Kienlin in Gang und erzielte juristische Teilerfolge. Weitere Bücher – von Messner, Ralf-Peter Märtin und Saler – folgten, wobei sich der Streit immer weiter zuspitzte und zu einer jahrelangen, erbitterten und von persönlichen Angriffen geprägten Auseinandersetzung geriet. Messner warf seinen damaligen Kameraden eine Rufmordkampagne vor und behauptete, sie hätten ihn des Brudermords bezichtigt. Tatsächlich hat kein Expeditionsmitglied Reinhold Messner öffentlich beschuldigt, seinen Bruder vorsätzlich getötet zu haben. Messner sagte, einige Expeditionsmitglieder von 1970 hätten „dasselbe mit mir gemacht wie die Deutschen mit den Juden – no difference“.

Reinhold Messner gab den Bauern aus dem Diamirtal einen Zettel als Hilferuf mit, darin wird nicht erwähnt, dass er seinen Bruder Günther vermisst. 

„Ich bin in Diamir und kann nicht gehen. Ich habe die erste Besteigung des Nanga Parbat über die Rupalseite und die Rückkehr über die Diamirseite gemacht. Ich habe kaputte Füße und sterbe in ein oder zwei Tagen.“

### Funde seit 2000
Am 26. Juli 2000 fand der Südtiroler Bergführer Hanspeter Eisendle am Fuß der Diamirwand auf ca. 4300 m Höhe einen Knochen, das rechte Wadenbein eines Mannes. Eine Untersuchung ergab Anfang 2004, dass der Knochen wahrscheinlich vom Bruder Reinhold Messners stammt. Im Jahr 2005 wurden am Fuß der Diamirwand weitere Knochen und Ausrüstungsgegenstände gefunden, die Reinhold Messner seinem Bruder zuordnete und vor Ort verbrannte. Eine gerichtsmedizinische Untersuchung einer entnommenen Gewebeprobe ergab, dass die Knochen mit an Sicherheit grenzender Wahrscheinlichkeit von Günther Messner stammten. Der Fund weist darauf hin, dass Günther auf der Diamirseite des Nanga Parbat starb.
Reinhold Messner erklärte, dass der Fund seine Version der Ereignisse bestätige. Kienlin weist darauf hin, dass an dem mit der Leiche gefundenen Schuh eine Steigeisenschlaufe ohne Steigeisen befestigt war. Die Schuhbänder waren locker nach hinten gebunden. Dies spräche dafür, dass der Träger des Schuhs während eines Biwaks starb, zu einem Zeitpunkt, als er die Schuhe nicht fest geschnürt hatte und keine Steigeisen trug. Wenn er Steigeisen getragen hätte, hätten diese an der Steigeisenschlaufe hängen oder die Schlaufe hätte gerissen sein müssen, was beides nicht der Fall war. 2022 wurde der zweite Schuh gefunden.

## Filme
Das Drama um die Nanga-Parbat-Besteigung und den Tod Günther Messners wurde 2008/2009 von Joseph Vilsmaier unter dem Titel Nanga Parbat auf Grundlage der Erinnerungen Reinhold Messners verfilmt. Reinhold Messner fungierte bei den Dreharbeiten als Berater des Regisseurs. Der Spielfilm wurde ab Mitte Januar 2010 in den Kinos gezeigt. Mehrere Expeditionsmitglieder von 1970 und der Sohn Karl Maria Herrligkoffers kritisieren die Darstellung Herrligkoffers im Film; dieser erscheint dort als einerseits autokratischer, unsympathischer Tyrann und andererseits als zögerlich, was er nach der Aussage mehrerer Zeitzeugen nicht war. Von ehemaligen Expeditionsmitgliedern wird überdies die bewusst nicht den historischen Tatsachen folgende Darstellung verschiedener Szenen im Film kritisiert, so etwa die Szene, als Reinhold Messner und Felix Kuen in der Merklrinne Rufkontakt haben, oder die Gipfelszene mit Felix Kuen und Peter Scholz.
2021 erschien bei Arte der Dokumentarfilm Nanga Parbat – Mein Schlüsselberg, in dem Messner von der Expedition erzählt.

## Musikalische Rezeption
In seinem 2004 erschienenen Album Nanga Parbat behandelt der Liedermacher Reinhard Mey das Drama um die Nanga-Parbat-Expedition im gleichnamigen Lied.